# 余光生

余光生（1907年—1978年），原名余宰扬，曾用名余辛白，男，浙江镇海（今宁波市镇海区）人，中华人民共和国政治人物。延安时期《解放日报》社和新华社代理社长兼总编辑。后任职于铁路部门，曾任铁道部副部长。会讲英、俄、日、中，四种语言。

## 生平
余光生1907年生于日本东京，父母均为东京帝国大学的中国留学生。父亲余遂辛为同盟会元老(1949年后为民革成员，国务院参事室参事)。
6岁随父母回国。在老家浙江镇海度过了童年和少年时代。1924年入上海交通大学土木工程系，1928年毕业，进宁波白沙铁路机厂当练习生。次年赴美，入密歇根大学研究院学习铁路运输和公路建筑。1930年硕士毕业，先后做先后做过测量员、绘图员、货运员等工作，与美国铁路工人阶层密切接触，亲睹美国大萧条的社会现状，富家子弟出身的余光生受了共产主义思想，1931年“九一八”事变后在波士顿参加美洲华侨反帝大同盟任机关报《先锋报》的编辑。1932年在纽约加入美国共产党，先后担任《纽约先锋报》编辑，美洲华侨反帝大同盟执委、书记，《救国时报》编辑，美国共产党中国局书记等职务。妻子弗吉尼亚也是美国共产党员。
1939年12月余光生离开美国途径香港归国参加抗日，1940年春至延安，改名为余光生。历任张闻天的秘书兼管延安华侨事务。延安《解放日报》创刊后，1941年5月至1945年8月任该报副总编辑、国际版主编。1942年3月至1943年2月任中共中央党报委员会委员。1945年4月至6月作为中直军直代表团成员出席中共七大。1945年8月至1946年5月任解放日报社编委会委员、总编辑。1945年11月任中国解放区战犯调查委员会常务委员。1946年5月-1946年7月新华社暨《解放日报》社代理社长。1946年5月至11月任新华社暨解放日报社总编辑。
在延安期间，一度任毛泽东兼职英语老师、会见重要外国贵宾(赫尔利、马歇尔等)的英语翻译。1946年8月6日毛泽东在延安杨家岭接见了美国记者安娜•路易斯•斯特朗，发表了“一切反动派都是纸老虎”的著名论断，要担任翻译的余光生把“纸老虎”直译为Paper Tiger。
1946年底，东北战场“三下江南四保临江”，人员和物资大规模铁路运输。加强东北铁路运输的业务领导，考虑到余光生在美国读研究生学的是铁路运输专业，于1946年12月被中央派往东北。1947年2月到任东北铁路总局第二局长，协助吕正操工作。 1948年8月至9月任东北行政委员会交通部第二副部长。1948年9月至1949年3月任东北行政委员会铁道部副部长。1949年3月起任东北铁路总局局长。1949年5月起兼任中华全国民主青年联合总会委员。1949年8月至9月兼任东北人民政府委员（至1953年1月）、财政经济委员会委员。
1950年5月1日起任中央人民政府铁道部驻东北特派员，作为中方代表任中苏合办的中长铁路理事会主席。1950年12月至1953年2月兼任东北军区铁道运输司令部政治委员，正值抗美援朝战争铁路运输一线的安东铁路分局直属于铁道部东北特派员办事处领导。随着中东铁路完全移交给中方，1953年5月至1954年11月任齐齐哈尔铁路管理局局长兼党组书记。1954年9月至1956年7月兼任中共黑龙江省委委员。1955年1月至1956年6月哈尔滨铁路管理局局长兼党组书记。1956年7月调任铁道部副部长兼运输总局局长。后分管铁路科技工作。
文革初始，时任铁道部副部长的余光生派驻北京铁路局任文革工作组组长。受到一派群众组织的冲击，高血压发病住院治疗近二十天的住院治疗，出院后对家人说：“毛主席常说干部要经得住群众运动的风雨考验么，我这和战争年代前方战士的枪林弹雨相比，又算得了什么?” 后主动提出去铁道部科学研究院通信信号研究所帮助工作。1972年9月下旬突发脑干弥漫性大面积脑溢血，在宣武医院经抢救病情有所恢复，但半身瘫痪、言语不清、意识模糊、生活完全不能自理。
1978年6月29日病逝於北京。

## 其他
- 妻子刘卓云，新加坡华侨，赴延安参加革命，在延安中国女子大学与余光生相识。
- 长子余晓芒。
- 次子
- 三子